# クレモナ
クレモナ（イタリア語: Cremona ( 音声ファイル)）は、イタリア共和国ロンバルディア州にある都市で、その周辺地域を含む人口約7万2000人の基礎自治体（コムーネ）。クレモナ県の県都である。
ポー川中流の左岸にある。

## 名称
Cremona は [kreˈmona] と発音される。日本語文献では「クレモナ」のほか、「クレモーナ」とも記される。

## 地理

### 位置・広がり
クレモナ県中部のコムーネである。クレモナの市街はポー川中流の左岸、ピアチェンツァの東北東約28km、パルマの北西約44km、ブレシアの南南東約48km、州都ミラノの東南東約75kmに位置する。

#### 隣接コムーネ
隣接するコムーネは以下の通り。カッコは県名略記号。
- ボネメルセ
- カステルヴェルデ
- カステルヴェトロ・ピアチェンティーノ (PC)
- ガデスコ＝ピエーヴェ・デルモーナ
- ジェッレ・デ・カプリオーリ
- マラニーノ
- モンティチェッリ・ドンジーナ (PC)
- ペルシコ・ドージモ
- セスト・エドゥニーティ
- スピナデスコ
- スターニョ・ロンバルド

### 気候分類・地震分類
気候分類では、zona E, 2389 GGに分類される。
また、イタリアの地震リスク階級 (it) では、zona 3 (sismicità bassa) に分類される
。

## 歴史

### 古代
クレモナが最初に歴史に登場するのは、紀元前4世紀頃ポー川谷に辿り着いたガリア＝ケルト系のケノマニ人の定住地としてである。しかし、クレモナの名はおそらく、より古い定住者の時代に遡る。クレモナの由来は多くの風変わりな解釈が与えられており、古代に関する研究を混乱させた。現代の学者らは、ロシアのクレムリン（kremlin）に含まれるクレム（krem）につながりがあるとみている。クレムリンは『高い地面』を表しているので、周りは湿地であったことになる。
紀元前218年、古代ローマがポー川の北にあるその場所に初の軍事的前哨地点を築いた（コロニア ）ので、その古い名が残った。クレモナと近郊のプラケンティア（現在のピアチェンツァ、ポー川南岸）はケンソルたるガイウス・フラミニウスの尽力により同じ年につくられた。ローマ属州ガリア・キサルピナとなるのを見越していたことが基礎にあった。クレモナは急速に北イタリア最大の町の一つとなり、ジェノヴァからアクイレイアを通るポストゥミア街道が主要道であった。それはガイウス・ユリウス・カエサルへ軍を供給し、彼の支配から利益を得た。
しかし、後にクレモナはアウグストゥスと対立するマルクス・ユニウス・ブルトゥスと元老院を支援した。彼らは紀元前40年にもクレモナの土地を没収し、自分の部下らに再配分した。著名な詩人ウェルギリウスはクレモナで学校教育を受け、父祖の土地を没収されてしまっていたが、後にこの時割譲した土地は返還された。市の繁栄は紀元69年まで続いた。2度目のベドリアクムの戦いでウェスパシアヌス軍によってクレモナは破壊された。当時ウェスパシアヌスは、対抗するウィテリウスと皇帝の座をめぐって戦っていた。
クレモナはウェスパシアヌスの支援を受けて再建されたが、かつての繁栄を取り戻すのに失敗し、6世紀まで歴史から姿を消した。しかし、ゴート戦争の最中に東ローマ帝国の軍事的要所として再浮上することとなる。

### 中世初期
ロンゴバルド族がイタリアを6世紀半ばに征服した時、クレモナはラヴェンナ総督領の一部として東ローマ帝国の要所のままであった。市は北西に向かって拡大し、城塞の外側に大規模に堀のつくられた駐屯地が生まれた。603年、ロンゴバルド王アギルルフによってクレモナは征服され、再度破壊された。クレモナは、ブレーシャとベルガモの2つの公国によって分割された。しかし615年、臣民をキリスト教に改宗させる意図を持つ、敬虔なカトリック教徒であるロンゴバルド王妃テオデリンダはクレモナを再建し、再度司教を据えた。市の管理権は次第に司教のものとなった。
カール大帝のイタリア征服後、クレモナ司教は神聖ローマ帝国の臣下となった。このことから、クレモナは権力を増大させ、その繁栄は揺るぎないものとなり、クレモナ司教の幾人かは10世紀から11世紀にかけ重要な役割を担った。司教リウトプランドはザクセン朝時代の宮廷の一員であり、司教オルデリックは皇帝オットー3世 からクレモナの強力な特権を獲得した。クレモナ経済は、古い東ローマ帝国の要塞外に川港がつくられたことで、さらに沸騰した。
しかし、司教ランベルトと司教ウバルドは、市民と諍いを起こした。皇帝コンラート2世は、若いローマ教皇ベネディクトゥス9世と共に、1037年にクレモナへ入り諍いを終わらせた。

### コムーネ

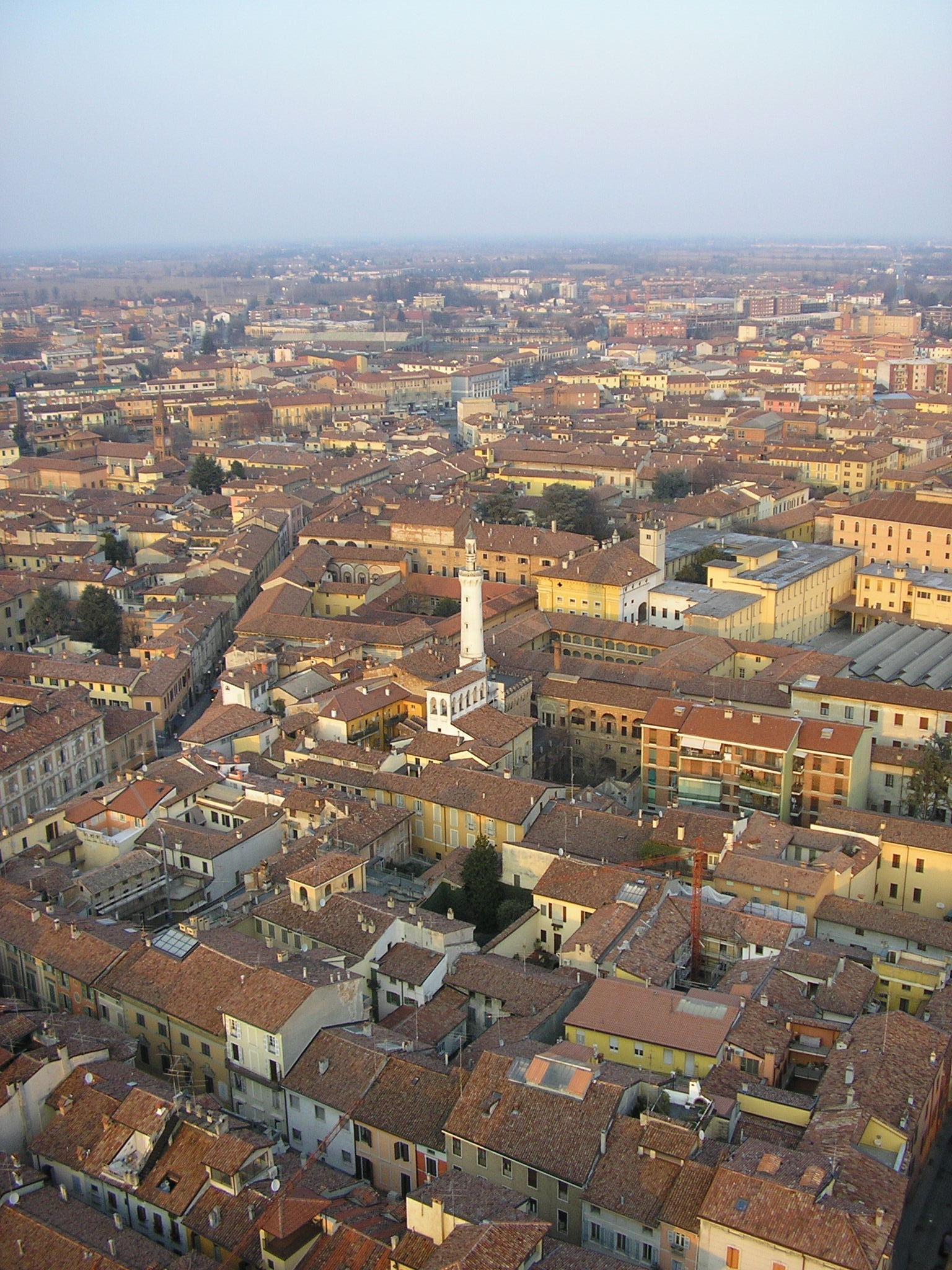

皇帝ハインリヒ4世時代、クレモナは皇帝と司教が要請した過酷な税の支払いを拒否した。言い伝えによれば、偉大なゴンファロニエーレ（gonfaloniere、市長）ジョヴァンニ・バルデシオは皇帝自身と決闘したという。ハインリヒ4世は馬から落ちて負け、市はその年の税である3kgもの金製のボールを免除された。金のボールは、ジョヴァンニの恋人ベルタに、彼女の持参金として与えられた。クレモナが自由になったという最初の歴史的な知らせは1093年以降であり、反皇帝派を率いるカノッサ女伯マティルデの元へ、ローディ、ミラノ、ピアチェンツァ同様に加わった。対立はハインリヒ4世の敗北と、1098年の有名な教皇ウルバヌス2世に対するカノッサの屈辱で終わった。クレモナは近郊の都市クレマ周囲の土地を自領インスラ・フルケリア（Insula Fulcheria）として獲得した。
この時から、新たなコムーネが領土拡大のために近郊都市へ戦争を仕掛けるようになった。1107年、クレモナはトルトーナを征服したが、4年後に軍はブレッサノーロ近くで大敗北を喫した。多くの北イタリア諸都市のように、市民は2つの対立する派に二分された（教皇派と皇帝派）。ゲルフ（教皇派）は新たに獲得した都市で優勢であり、ギベリン（皇帝派）は従来の都市で優勢であった。2つの派は、ゲルフが二つ目のコムーネ宮殿を建てるほど和解ができなかった（現在もあるパラッツォ・チッタノーヴァがそれである。新しい都市宮殿の意味）。 
フリードリヒ1世が自身の宗主権を主張しようとイタリアへ押しかけた時、クレモナは、ミラノの支援を受けて反乱を起こしたクレマに対し、皇帝の支持を得る目的で皇帝側についた。その後の勝利と皇帝側についた姿勢が、1154年に市独自の硬貨を鋳造する権利を持つに至った。
1162年、皇帝とクレモナ勢力はミラノへ猛攻撃を加え、破壊した。しかし1167年に市は態勢を変え、ロンバルディア同盟に加わった。クレモナ軍は皇帝軍の一翼を担っていたのであり、1176年5月29日、レニャーノの戦いでフリードリヒ1世を敗退させた。しかし、ロンバルディア同盟はこの勝利の後長く続かなかった。1213年、カステッレオーネで、クレモナ軍はミラノ・ローディ・クレマ・ノヴァーラ・コモ・ブレーシャの同盟に敗退した。
1232年、クレモナは皇帝フリードリヒ2世と同盟を組んだ。皇帝は再び北イタリアの宗主国たらんと乗り出し始めようとしていた。コルテヌオーヴァの戦いでは、クレモナ軍は勝者側となった。そのためにフリードリヒ2世はクレモナでしばしば宮廷を開いたのである。しかしパルマの戦いで、ギベリン側は手痛い敗北を喫し、2000人を越えるクレモナ人が捕虜となった。数年後、クレモナはパルマ軍を敗退させたことによって仇討ちをした。軍はウンベルト・パッラヴィチーノが率いており、彼はパルマのカッロッチオ（戦闘馬車、チャリオット）を掴まえ、敵に恥をかかせる証としてその後数世紀に渡って敵のズボンを大聖堂から吊し続けた。
1301年、トルバドゥールのルケット・ガッティルシオがクレモナのポデスタ（en、最高権力者）となった。この時代のクレモナは繁栄し、人口は80,000人を突破し、2001年時点の人口69,000人よりも多かった。

### 僭主
1266年、パッラヴィチーノはクレモナから追放され、彼の後継者ブオソ・ダ・ドヴァラが市民連合を管理するのを断念した後に、ギベリン支配は終わった。1271年、民衆隊長（Capitano del Popolo）の地位が創設された。1276年、シニョリーアはカヴァルカボ公のものとなった。彼の跡を1305年に息子グリエルモ・カヴァルカボが継ぎ、グリエルモは1310年まで権力を保持した。この時代、多くの大建築物がつくられたり修繕された。クレモナ大聖堂の時計塔、ロマネスク様式のサン・フランチェスコ教会、クレモナ大聖堂の交差廊、ロッジア・デイ・ミリティがそれに含まれる。その上、新運河網とともに農業が非常に盛んとなった。
数度の外国軍侵攻後（皇帝ハインリヒ7世が1311年に行ったものが有名）、カヴァルカボ家支配は、さらに権力のあるヴィスコンティ家のガレアッツォ1世・ヴィスコンティがクレモナで地位を固めたことで終わった。ヴィスコンティ家支配は1世紀半続いた。ヴィスコンティ家のシニョーレは、1327年に皇帝ルートヴィヒ4世によって、1331年にはボヘミア王ヤンによって、1403年には短期間だけカヴァルカボ家が復活し、妨害された。1406年7月25日、カブリーノ・フォンドゥロ隊長が雇い主であるウバルド・カヴァルカボとカヴァルカボ家の男性ら全員を殺害した。そしてクレモナを手中に収めた。後に彼は非常事態に対応できなかったことが暴かれ、フォンドゥロはヴィスコンティ家が金貨40,000フローリンを支払うことでクレモナを割譲した。
フィリッポ・マリーア・ヴィスコンティは自身のシニョーレ世襲制をつくった。クレモナはミラノ公国の一部となり、イタリア統一運動まで運命を共にした。ヴィスコンティ家と後のスフォルツァ家のもとで、クレモナは高い文化と宗教の発展を経験した。1411年、パラッツォ・チッタノーヴァに、粗織り布商人の大学が置かれた。1441年、市はフランチェスコ・スフォルツァとビアンカ・マリーア・ヴィスコンティの婚礼の地となった。神殿はベネディクト会によって建てられ、今日はサン・シギスモンド教会となっている。その折、新たな通りが設置された。後にそれは有名なトッローネ（torrone）となった。ルドヴィーコ・スフォルツァは大聖堂、サンタ・アガタ教会とコムーネ宮殿の数カ所の大建築物を支援した。
1446年、クレモナはフランチェスコ・ピッチニーノ、ルイージ・ダル・ヴェルメの両コンドッティエーレ軍によって取り囲まれた。包囲戦は、ヴェネツィア共和国からのスカラムッチア・ダ・フォルリ軍到着後引き起こされた。

### 外国支配
1499年から1509まで、クレモナはヴェネツィア共和国の支配下に置かれた。アニャデッロの戦い（カンブレー同盟戦争）でイタリア同盟が勝利を収めたことで、クレモナはミラノ公国へ返還された。しかし、ミラノはノワイヨン条約（1516年）のもとスペイン王国に帰した。クレモナは1524年にサンタ・クローチェ城が降伏したときだけ新たな支配者のもとに落ちた。2年後についにマドリード条約とともにフランス王国がミラノ公国から追われ、その後クレモナは長くスペイン支配を受けた。これは、ロレンツォ・トロッティによる大聖堂のポーチのロッジア（1550年）、またはサン・シロ教会の建設とアントニオ・ジアルディーニによるセポルクロ（1614年）といったさらなる修飾の妨げにならなかった。
スペイン支配は平凡なものだった。1628年の飢饉に直面することなく、1630年の黒死病流行に当たらず、公国はスペイン継承戦争の最中の1701年に短期間のフランス支配を受けた後、翌1702年のクレモナの戦いでフランス軍はオーストリア軍の奇襲を受けて敗北、1707年4月10日にオーストリアのハプスブルク家のものとなった。

## 社会

### 経済・産業
クレモナの経済は、田園部で生産される農産物に深くつながっている。重工業には製鉄、石油プラントと発電所がある。川港はポー川沿いの物産を運ぶ平底船の基地となっている。

## 文化・観光

### みどころ
- クレモナ大聖堂（Duomo o cattedrale di S. Maria Assunta）　-　クレモナ司教座がある。聖母の被昇天に献堂。1170年完成。メイン・ファサードは併設する洗礼堂（it）とともにヨーロッパ有数のロマネスク建築とされている。時計塔（it）も有名。
- ロッジア・デイ・ミリティ
- パラッツォ・チッタノーヴァ
- ポンキエッリ劇場
- サン・ミケーレ教会　-　起源はロンゴバルド王国時代に遡る。建物は13世紀のもの。
- ヴァイオリン博物館（Museo del Violino）- それまでクレモナ内の3か所にそれぞれあったヴァイオリン類を一か所にまとめ、2013年にオープンしたヴァイオリン博物館。ストラディバリ、アマティ、グァルネリ等の歴史的作品やクレモナで3年に一度開催されるヴァイオリン制作コンクールの優勝作品が展示されている。

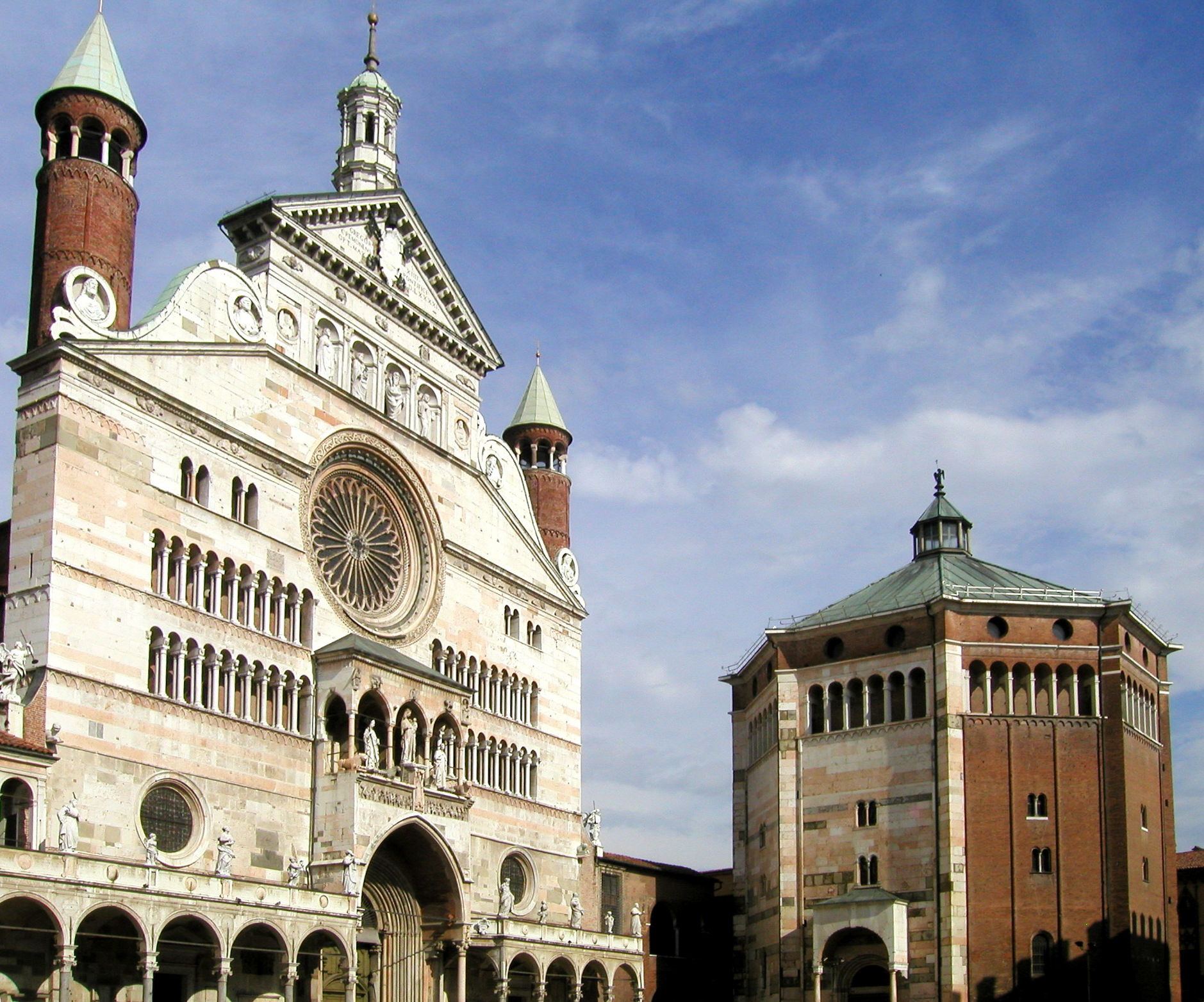
クレモナ大聖堂と洗礼堂
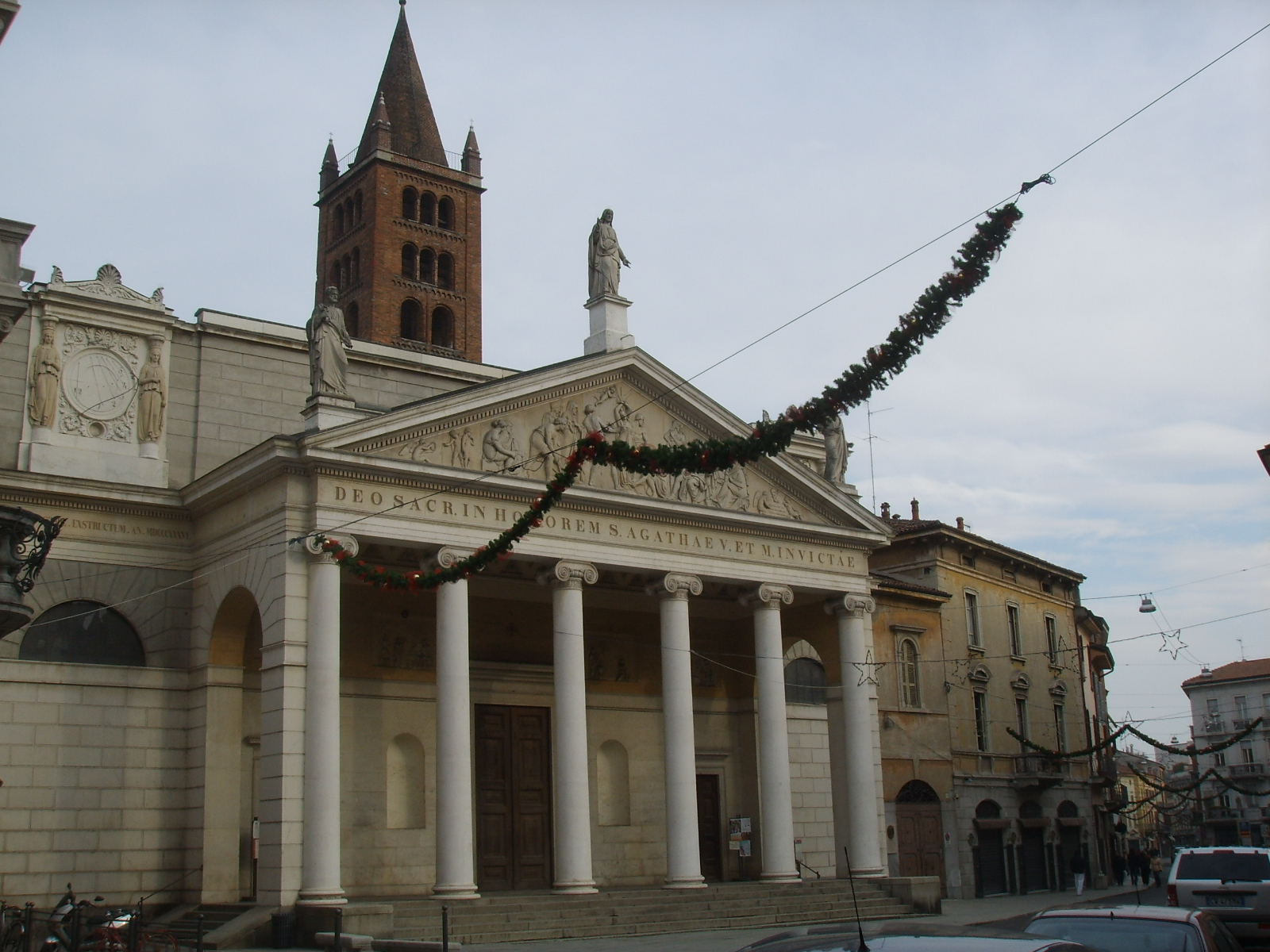
サンターガタ教会
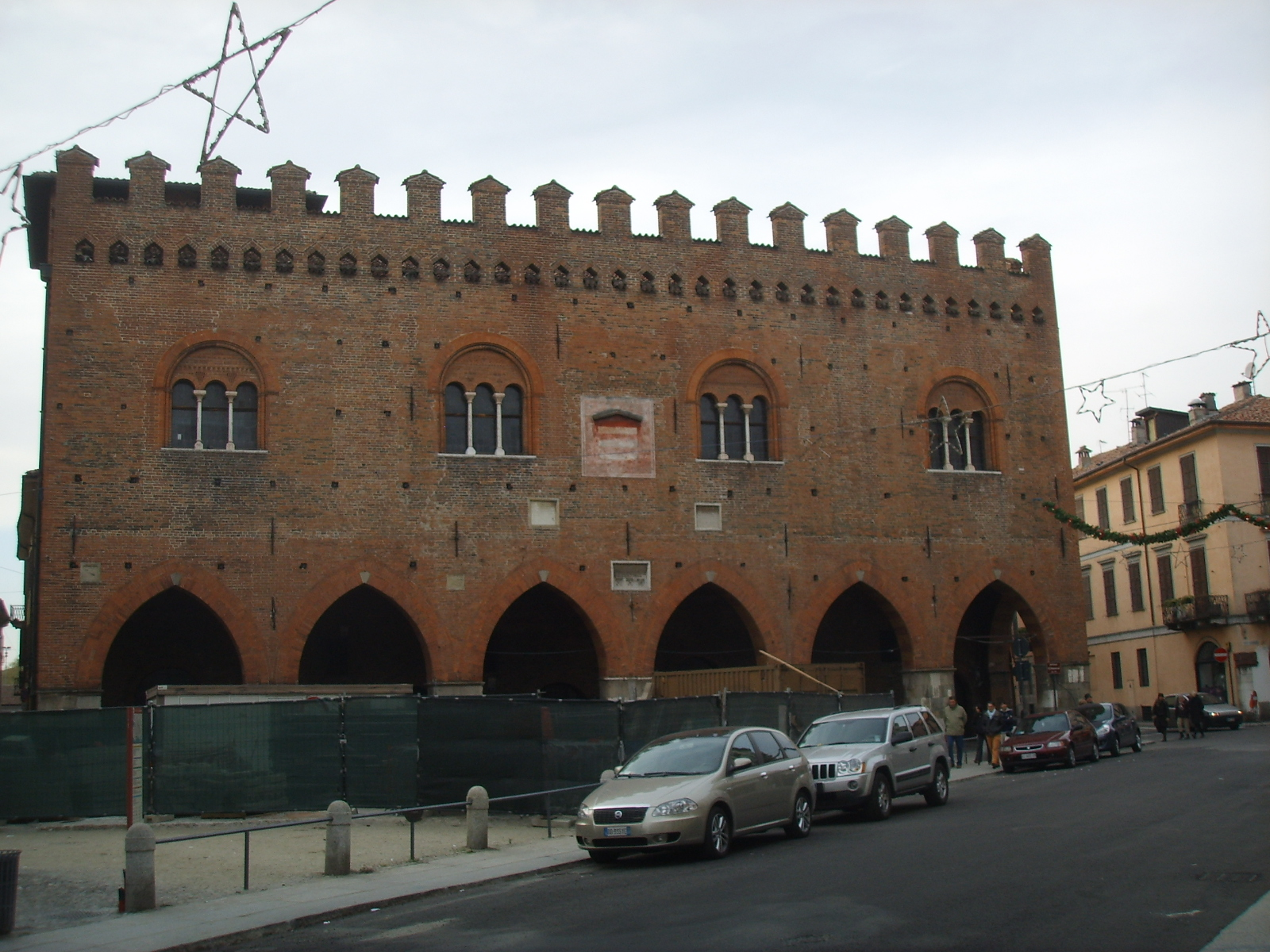
パラッツォ・チッタノーヴァ
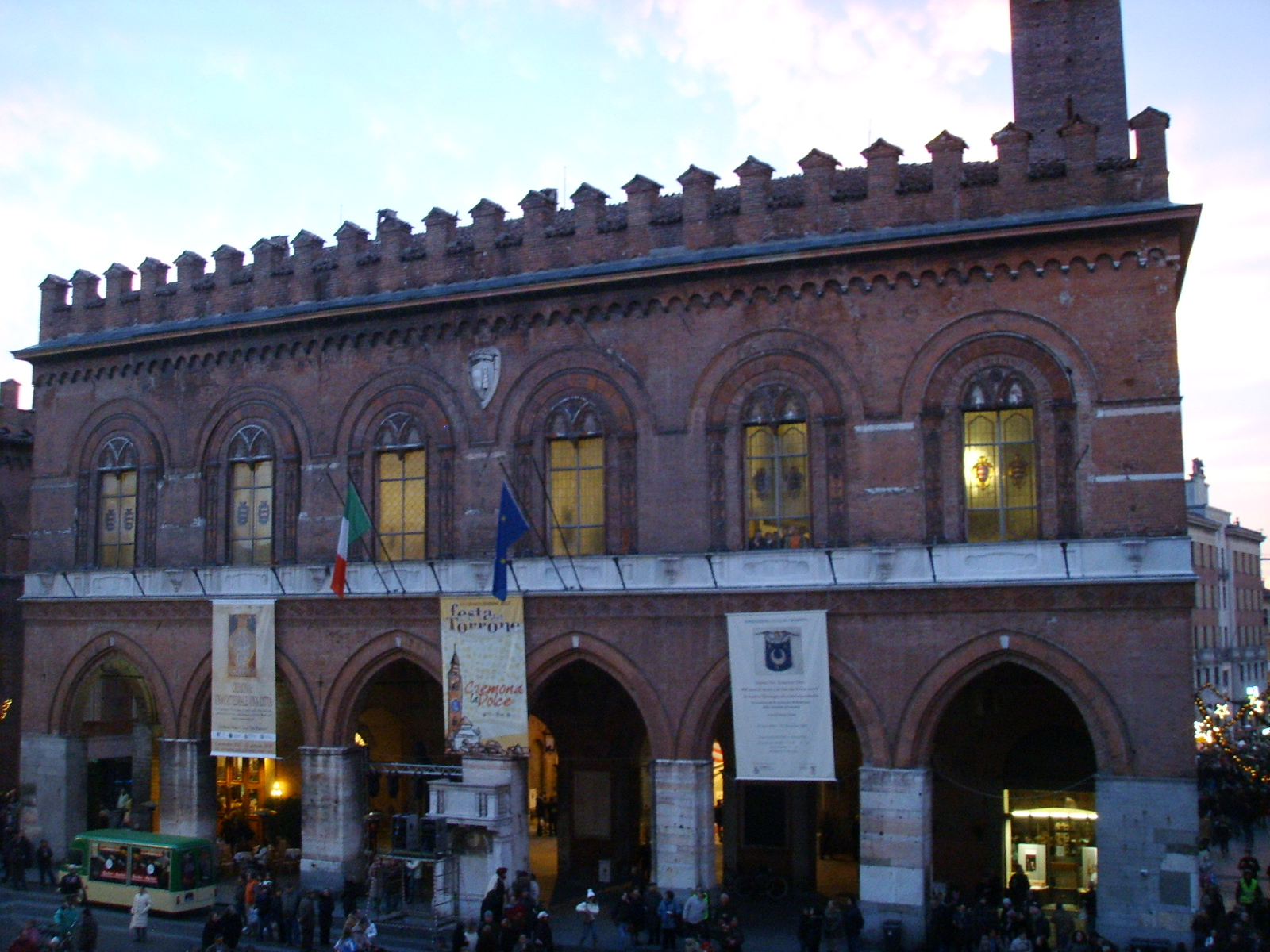
コムーネ宮殿
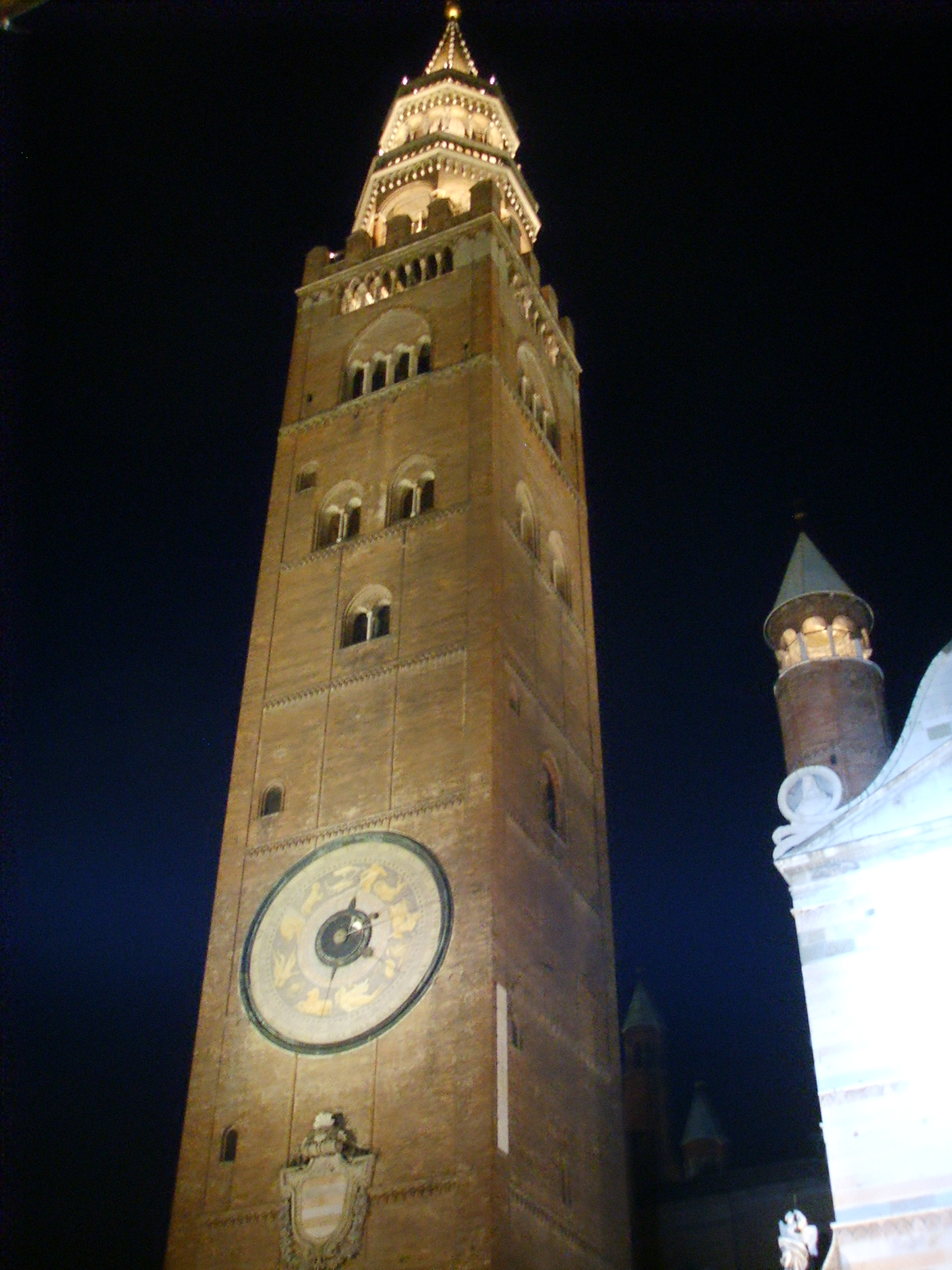
大聖堂併設の時計塔

### 食文化

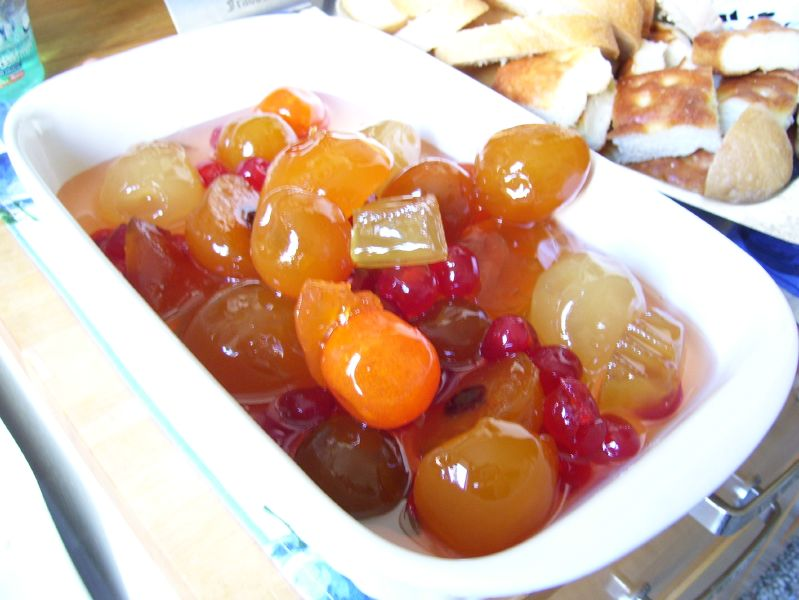
クレモナ特産のモスタルダ

食品加工品には、塩漬けの肉、菓子（トッローネ、ハチミツと卵白を使ってできたヌガーの一種）、モスタルダ（果物をマスタード風味のシロップにつけたもの）、植物油、チーズとイタリア産マスタードが含まれる。

### 音楽

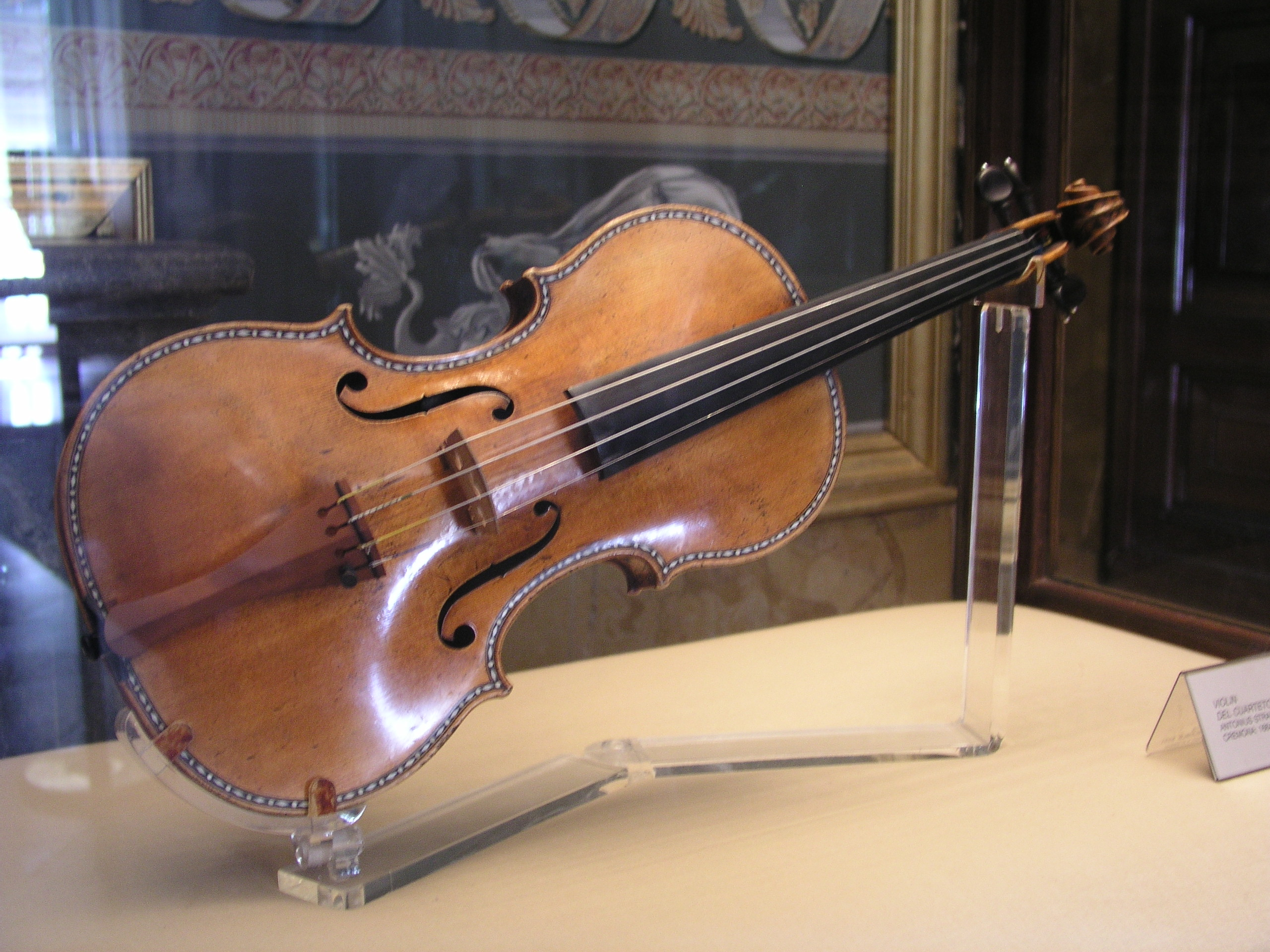
マドリードの王宮に展示されているストラディバリウス。1687年頃のもの。

クレモナは顕著な音楽の歴史を持つ。12世紀にできた大聖堂は、おそらく中世後期にこの一帯の音楽活動を組織した場所である。 16世紀までに、町は有名な音楽の中心地となった。現在、重要なルネサンス及びバロック音楽のアンサンブルがある。そして音楽活動においてもクレモナはイタリア最重要の都市の一つであり続けている。作曲家マルカントニオ・インジェニェーリはクレモナで教鞭を執っていた。クラウディオ・モンテヴェルディは1591年にマントヴァへ発つ前インジェニェーリの最も有名な生徒であった。クレモナ司教ニコロ・スフォンドラーティは反宗教改革の熱烈な支援者で、1590年には教皇グレゴリウス14世となった。以後、彼は総じて音楽の熱心な後援者となり、音楽という目的が徐々に大きくなることで町の名声を高めた。 
16世紀から、クレモナは楽器製造の中心として名高くなった。これはヴァイオリン製造のアマティ家（アマーティ）に始まり、後にヴァイオリン製造のグァルネリ家（ガルネリ）、アントニオ・ストラディバリの店がこれに含まれた。現在に至って、彼らの作品は弦楽器製造の頂点に達したと広くみなされている。
これらの楽器製造業は一旦衰退していたが、独裁者ベニート・ムッソリーニの保護と奨励により、復興した。

## スポーツ
多くのイタリア諸都市同様、クレモナではサッカーが好まれている。クレモネーゼは何年もセリエAでプレーしている。その中の主要メンバーであるアリスティーデ・グアルネリ、エミリアーノ・モンドニーコ、アントニオ・カブリーニ、ジャンルカ・ヴィアリらは全てクレモナかその近郊の出身である。

## 交通
陸路の場合、アウトストラーダ・デイ・ヴィーニ（A21、トリノ-ピアチェンツァ-ブレーシャ）かストラーダ・スタターレ10パダナ・インフェリオーレを利用する。
クレモナ駅には、マントヴァ、ブレーシャ、ベルガモ、フィデンツァなどへの路線がある。

## 姉妹都市
- en:Alaquàs、スペイン 2004
- クラスノヤルスク、ロシア 2006
- フュッセン、ドイツ 2018